# Zsolt Németh (homme politique)
Pour les articles homonymes, voir Németh.
Dans le nom hongrois Németh Zsolt, le nom de famille précède le prénom, mais cet article utilise l’ordre habituel en français Zsolt Németh, où le prénom précède le nom.
Zsolt Németh, né le 14 octobre 1963 à Budapest, est un économiste et homme politique hongrois.

## Biographie
Fils d'un pasteur protestant et d'une ingénieure chimiste, Zsolt Németh est diplômé d'économie de l'université Corvinus de Budapest en 1987 et du St Antony's College d'Oxford (1988-1989). Il co-fonde en 1988 le parti Fidesz-Association civique hongroise, dont il est vice-président de 1993 à 2003. Il obtient son premier mandat de député en 1990. Il est par la suite réélu en 1994, 1998, 2002, 2006 et 2010. Il représente la Hongrie à l'Assemblée parlementaire du Conseil de l'Europe à deux reprises, en 1993-1998 et en 2002-2010.
Il est secrétaire d'État aux Affaires étrangères, ou vice-ministre des Affaires étrangères, au sein du gouvernement Orbán I. En 2004, il est pendant une courte période le représentant de la Hongrie au Parlement européen.
Il exerce à nouveau entre 2010 et 2014 la fonction de secrétaire d'État aux Affaires étrangères.
Depuis 2014, Zsolt Németh est président de la commission des affaires étrangères du Parlement et chef adjoint du groupe parlementaire Fidesz.  